# Titularbistum Sebaste in Cilicia
Das Bistum Sebaste in Cilicia ist ein Titularbistum der römisch-katholischen Kirche in Kleinasien, das auf einen erloschenen Bischofssitz in der antiken Stadt Elaiussa Sebaste in Kilikien zurückgeht.
| Titularbischöfe von Sebaste in Cilicia |                                            |                                                                                         |                    |                    |
| Nr.                                    | Name                                       | Amt                                                                                     | von                | bis                |
| 1                                      | Heinrich Woggersin (Wagernin) OESA         | Weihbischof in Schwerin (Deutschland)                                                   | 25. Mai 1436       |                    |
| 2                                      | Burchard Tuberpflug OP                     | Weihbischof in Chur (Schweiz) 1471–1473 Weihbischof in Konstanz (Deutschland) 1473–1476 | 18. September 1471 | 1476               |
| 3                                      | Hermann von Rethem OP                      | Weihbischof in Bremen (Deutschland)                                                     | 30. Januar 1482    | 1507               |
| 4                                      | Dietrich Huls OFM                          | Weihbischof in Bremen und ab 1516 in Schwerin (Deutschland)                             | 9. Juli 1507       | 1527               |
| 5                                      | Gaspard de Savoie                          |                                                                                         | 17. November 1510  |                    |
| 6                                      | Johann Jakob Mirgel                        | Weihbischof in Konstanz (Deutschland)                                                   | 18. Mai 1598       | 22. September 1629 |
| 7                                      | Ferdinand de Neufville de Villeroy         | Koadjutorbischof von Saint-Malo (Frankreich)                                            | 13. Juni 1644      | 20. November 1646  |
| 8                                      | Johann Sternenberg                         | Weihbischof in Münster (Deutschland)                                                    | 7. Oktober 1647    | 1652               |
| 9                                      | Nestor Rita Titularerzbischof pro hac vice |                                                                                         | 20. August 1670    | 17. März 1687      |
| 10                                     | János József de Camillis OSBM              | griechisch-katholischer Apostolischer Vikar von Mukatschewe (Ukraine)                   | 5. November 1689   | 22. August 1706    |
| 11                                     | Ludwik Tolibowski                          | Weihbischof in Płock (Polen)                                                            | 10. Dezember 1691  | 1696               |
| 12                                     | Ferdinand Schröffel von Schröffenheim      | Weihbischof in Olmütz (Mähren)                                                          | 3. Dezember 1696   | 23. August 1702    |
| 13                                     | Francisco José Castillo Albaráñez          | Weihbischof in Oviedo (Königreich Spanien)                                              | 5. Oktober 1716    |                    |
| 14                                     | Andreas Charvaz                            | emeritierter Bischof von Pinerolo (Italien)                                             | 9. Mai 1848        | 27. September 1852 |
| 15                                     | Stanisław Dekowski                         | Weihbischof in Kulm (Polen)                                                             | 30. September 1850 | 27. April 1854     |
| 16                                     | Jean-Pierre-Joseph Soubiranne              | Weihbischof in Algier (Algerien)                                                        | 22. Dezember 1871  | 30. Januar 1880    |
| 17                                     | Simon Aichner                              | Weihbischof in Brixen (Italien)                                                         | 25. September 1882 | 15. Juni 1884      |
| 18                                     | Denis Joseph O’Connell                     | Weihbischof in San Francisco (Kalifornien) (USA)                                        | 16. Dezember 1907  | 19. Januar 1912    |
| 19                                     | Adolphe-Casimir David                      | Weihbischof in Montpellier (Frankreich)                                                 | 20. Januar 1912    | 16. September 1915 |
| 20                                     | Ildebrando Vannucci OSB                    | Abt von St. Paul vor den Mauern (Italien)                                               | 30. Juni 1942      | 22. August 1955    |
| 21                                     | Cesario D’Amato OSB                        | Abt von St. Paul vor den Mauern (Italien)                                               | 7. November 1955   | 23. August 2000    |